# Luigi Zanzottera
Luigi Zanzottera OSI (* 11. März 1926 in Santo Stefano Ticino; † 18. Januar 2005) war Weihbischof in Huaraz.

## Leben
Luigi Zanzottera trat der Ordensgemeinschaft der Oblaten des Heiligen Joseph in Asti bei und empfing am 4. Juli 1954 die Priesterweihe. 
Papst Johannes Paul II. ernannte ihn am 13. März 1969 zum Weihbischof in Huaraz und Titularbischof von Obori. Der Bischof von Huaraz, Teodosio Moreno Quintana, spendete ihm am 20. April desselben Jahres die Bischofsweihe; Mitkonsekratoren waren James Edward Charles Burke OP, Prälat von Chimbote, und Dante Frasnelli Tarter OSI, Prälat von Huari.
Von diesem Amt trat er am 31. Mai 1970 zurück.